# Anouvong
Pour les articles homonymes, voir Anouvong (ville) et Anou.

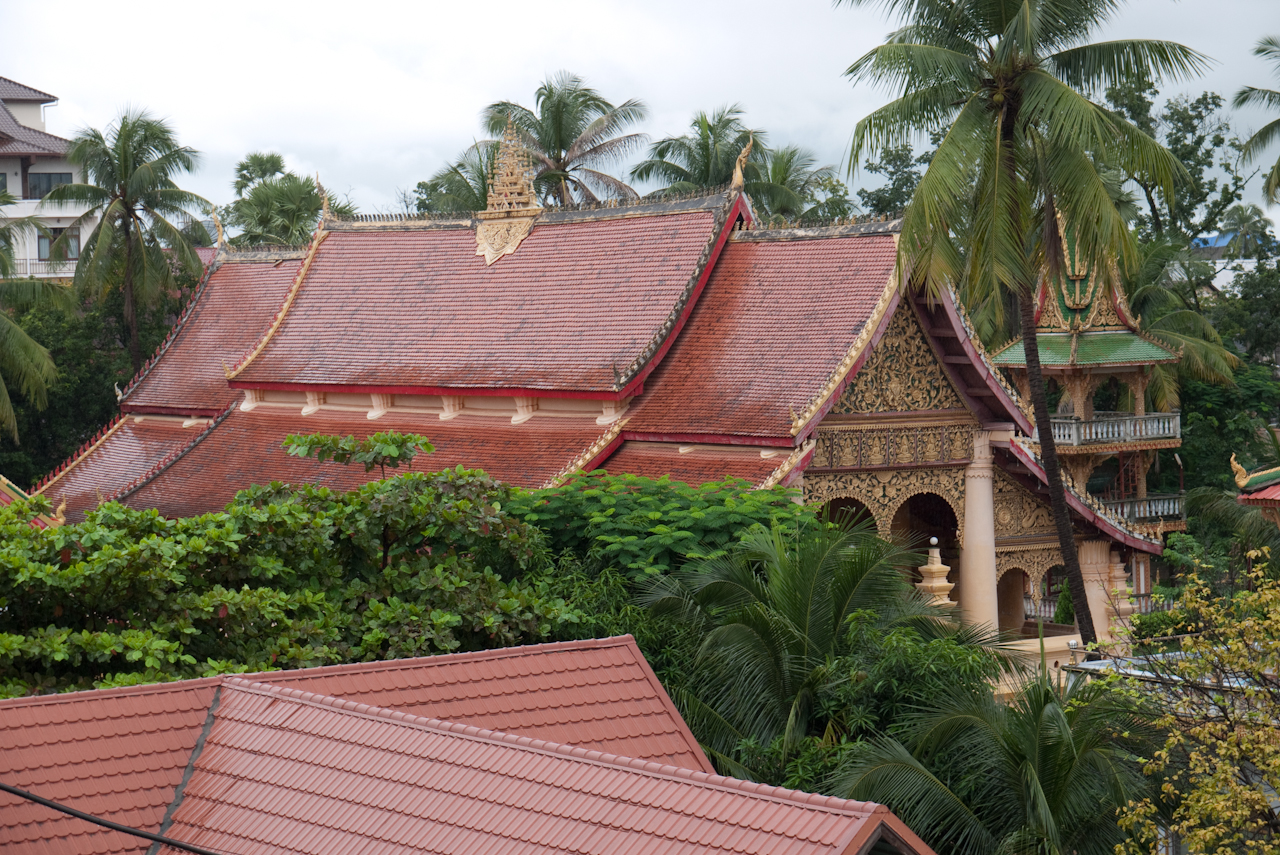
Le Vat Ong Theu, construit en 1566 par Setthathirat, fut détruit par les Siamois en 1828.

Anouvong (เจ้าอนุวงศ์), Chao Anou ou Saya-Sethathirath III (1767-1829) fut le dernier roi de Vieng Chang (Vientiane) entre 1805 et 1828. Il succéda à son frère Inthavong (เจ้าอินทวงศ์).

## Biographie
Allié de longue date des Thaïs durant leurs guerres contre les birmans, il se rebella contre eux entre 1826 et 1828, dans l'espoir de récupérer une complète indépendance. Il fit construire le Vat Sisakhet de Vientiane entre 1819 et 1824. Il s'empara de Nakhon Ratchasima et parvint à un jour de marche de Bangkok, mais son armée dut battre en retraite. Il fut vaincu près de Vientiane à l'issue d'une bataille de trois jours. Le souverain thaï Rama III ordonna à ses troupes de piller la ville. Anouvong se réfugia à Hué, d'où il revint avec un contingent vietnamien. Mais il fut vaincu une seconde fois et fait prisonnier alors qu'il tentait de passer en Chine. Rama III ordonna alors la destruction de Vientiane. Seul le Vat Sisaket fut épargné. Anouvong mourut prisonnier à Bangkok, dans une cage de fer.
Les mouvements nationalistes laotiens ont transformé Anouvong en héros, bien que ses erreurs stratégiques et tactiques et son tempérament bouillant aient conduit à la destruction de Vientiane et à la division définitive de la nation Lao. Un howdah lui ayant appartenu est exposé au musée national du Laos à Vientiane.

## Famille
Anouvong eut de son épouse principale Nang Khampone et de deux épouses secondaires ainsi que 18 concubines par moins de 27 fils et 7 filles. Anouvong nomma deux de ses enfants à la tête du Royaume : pour Vientiane sa fille Chao Nang Khampèng (sa 21e enfant, née en 1805) et pour le Sud du Laos son fils Chao Gno (Nho), plus connu sous le nom de Na Champassak (son troisième enfant, né en 1791).